# Mount Hawthorne
Mount Hawthorne är ett berg i Antarktis. Det ligger i Västantarktis. Inget land gör anspråk på området. Toppen på Mount Hawthorne är 658 meter över havet.
Terrängen runt Mount Hawthorne är platt åt nordost, men åt sydväst är den kuperad. Trakten är obefolkad. Det finns inga samhällen i närheten.